# Acanthocereus
Acanthocereus ist eine Pflanzengattung aus der Familie der Kakteengewächse (Cactaceae). Der botanische Name leitet sich vom griechischen Substantiv ἄκανθοζ (ákanthos) für Dorn her und verweist auf die mit Dornen besetzte säulige Gestalt.

## Beschreibung
Die Pflanzen bilden mehr oder weniger hohe Sträucher die später für gewöhnlich überhängend oder spreizklimmend und nur selten baumförmig sind. Sie haben meist 3 (selten 4 bis 5) dünne, selten abgeflachte und manchmal wellige Rippen mit meist kräftigen Dornen.
Die großen, weißen, trichterförmigen Blüten sind 12 bis 25 Zentimeter lang, haben einen Durchmesser von 6 bis 12 Zentimeter und öffnen sich nachts. Das wenig geschuppte Perikarpell und die lange, steife, aufrechte Blütenröhre sind mit einigen bald hinfälligen Dornen und wenig Wolle besetzt.
Die roten oder grünen, nackten oder dornigen, aufreißenden oder nicht aufreißenden Früchte sind kugelig bis eiförmig oder birnenförmig und enthalten breit ovale, schwarzglänzende Samen von bis zu 4,8 Millimetern.

## Systematik und Verbreitung
Die Gattung Acanthocereus ist im tropischen Amerika von Florida über die Karibik, in Mexiko sowie vom südlichen Mittelamerika bis Kolumbien verbreitet.
1909 erhoben Nathaniel Lord Britton und Joseph Nelson Rose die 1905 von Alwin Berger beschriebene Untersektion Cereus subsect. Acanthocereus Engelm. ex A.Berger in den Rang einer eigenständigen Gattung. Später behandelte Berger die Gattung als Untergattung Cereus subg. Acanthocereus Engelm. ex A.Berger (1929). Die Typusart der Gattung ist Acanthocereus baxaniensis (Karw. ex Pfeiff.) Borg

### Systematik nach N.Korotkova et al. (2021)
Die Gattung umfasst folgenden Arten:
- Acanthocereus atropurpureus Gonz.-Zam. & Dan.Sánchez[3]
- Acanthocereus canoensis (P.R.House, Gómez-Hin. & H.M.Hern.) S.Arias & N.Korotkova ≡ Peniocereus canoensis P.R.House, Gómez-Hin. & H.M.Hern.[4]
- Acanthocereus castellae (Sánchez-Mej.) Lodé
- Acanthocereus chiapensis Bravo
- Acanthocereus cuixmalensis (Sánchez-Mej.) Lodé
- Acanthocereus fosterianus (Cutak) Lodé
- Acanthocereus haackeanus Backeb. ex Lodé
- Acanthocereus hesperius D.R.Hunt
- Acanthocereus hirschtianus (K.Schum.) Lodé
- Acanthocereus macdougallii (Cutak) Lodé
- Acanthocereus maculatus Weing. ex Bravo
- Acanthocereus oaxacensis (Britton & Rose) Lodé
- Acanthocereus paradoxus P.González-Zamora & Dan. Sánchez[5]
- Acanthocereus rosei (J.G.Ortega) Lodé
- Acanthocereus tepalcatepecanus (Sánchez-Mej.) Lodé
- Acanthocereus tetragonus (L.) Hummelinck

### Systematik nach N.Korotkova, Borsch und S.Arias (2017)
In ihrer Synopsis der Tribus Hylocereeae akzeptieren Nadja Korotkova, Thomas Borsch und Salvador Arias 2017 die folgenden Arten:
- Acanthocereus canoensis (P.R.House, Gómez-Hin. & H.M.Hern.) S.Arias & N.Korotkova
- Acanthocereus castellae (Sánchez-Mej.) Lodé
- Acanthocereus chiapensis Bravo
- Acanthocereus cuixmalensis (Sánchez-Mej.) Lodé
- Acanthocereus fosterianus (Cutak) Lodé
- Acanthocereus hesperius D.R.Hunt
- Acanthocereus hirschtianus (K.Schum.) Lodé
- Acanthocereus macdougallii (Cutak) Lodé
- Acanthocereus maculatus (Weing.) Cutak
- Acanthocereus oaxacensis (Britton & Rose) Lodé
- Acanthocereus rosei (J.G.Ortega) Lodé
- Acanthocereus tepalcatepecanus (Sánchez-Mej.) Lodé
- Acanthocereus tetragonus (L.) Hummelinck

Die neue Umschreibung der Gattung Acanthocereus schließt jetzt neun Arten der ehemaligen Untergattung Peniocereus subg. Pseudoacanthocereus mit ein.

### Systematik nach E.F.Anderson/Eggli (2005)
Laut Edward F. Anderson (2005) zählen folgende Arten zur Gattung Acanthocereus:
- Acanthocereus baxaniensis (Karw. ex Pfeiff.) Borg = Acanthocereus tetragonus (L.) Hummelinck
- Acanthocereus colombianus Britton & Rose = Acanthocereus tetragonus (L.) Hummelinck
- Acanthocereus horridus Britton & Rose = Acanthocereus tetragonus (L.) Hummelinck
- Acanthocereus occidentalis Britton & Rose = Acanthocereus tetragonus (L.) Hummelinck
- Acanthocereus subinermis Britton & Rose = Acanthocereus tetragonus (L.) Hummelinck
- Acanthocereus tetragonus (L.) Hummelinck

Ein Synonym der Gattung ist Monvillea Britton & Rose (1920).

## Nachweise